# Ørnebregne-slægten
Ørnebregne-slægten (Pteridium) er en slægt i Ørnebregne-familien. Slægten er udbredt over hele verden og har ca. 10 arter. Heraf 1 art i Skandinavien. slægten har formentlig den videste udbredelse af nogen Bregne-slægt idet den findes på alle kontinenter undtagen Antarktis og i alle miljøer undtagen ørkner.
Ørnebregne kan betragtes som en af de evolutionært mest succesfulde bregner. Den er også en af de ældste med 55 millioner år gamle fossiler (Eocæn).
Alle arter er kraftige, grove bregner med store (op til 2m) trekantede blade på kraftige stængler der udgår fra kraftige vidtforgrenede rodstængler. Det kraftige rodnet kan have ødelæggende virkning på arkæologiske fund.
Det engelske navn for Ørnebregne bracken er et låneord fra svensk bräken der betyder bregne.
Bladene ligner typiske bregneblade men er større og grovere og sidder på længere og kraftigere bladstilke end man ser hos andre bregner. De danner store tætte bestande, og grundet størrelsen kan de i praksis ikke forveksles med andre bregner. Kan findes på jord med meget varierende surhedsgrad fra pH 2.8 til 8.6. I nogen lande breder den sig så kraftigt at den i perioder bekæmpes.
| Arter i Danmark |

- Ørnebregne (Pteridium aquilinum)

| Portal | Portal:Botanik |

| Botanik | Spire Denne botanikartikel er en spire som bør udbygges. Du er velkommen til at hjælpe Wikipedia ved at udvide den. |